# Eupithecia lineosa
Eupithecia lineosa är en fjärilsart som beskrevs av Moore 1888. Eupithecia lineosa ingår i släktet Eupithecia och familjen mätare. Inga underarter finns listade i Catalogue of Life.